# Апарт
Апа́рт, апарте́ (фр. à part от латинского a parte — речи в сторону) — театральный термин, означающий монологи или реплики, направленные в публику (считается, что присутствующие на сцене их не слышат). По оценке французского театроведа Патриса Пави: «Диалог основан на постоянном обмене точками зрения и столкновении контекстов; он служит развёртыванию игры взаимосубъективных позиций и допускает возрастающую возможность лжи в общении персонажей. Апарте, напротив, ограничивает семантический контекст одним персонажем; он как бы говорит о „действительном“ намерении или мнении данного характера, так что зритель знает, как ему сориентироваться, и со знанием дела может судить о происходящем. В апарте персонаж никогда не лжёт, ибо, как правило, себе не лгут. Эти моменты внутренней правды являются также простоями в развитии действия, во время которых зритель вырабатывает свое суждение (эпическая функция)».
Второе значение — письменное обозначение таких речей в пьесах и ролях для соблюдения этого приёма актёрами или чтецами пьесы.
Реплики апарт имеются, например, в пьесах «Ревизор», «Горе от ума», «Волки и овцы», «Оптимистическая трагедия».